# Ni una más
Ni una más è una serie televisiva spagnola per ragazzi. Ha come protagoniste Nicole Wallace, Clara Galle e Aïcha Villaverde. La serie è uscita il 31 maggio 2024 su Netflix.

## Trama
La trama segue la vita di Alma, una diciasettenne che sta finendo il liceo, e le sue amiche Greta e Nata. Si conoscono da quando sono piccole e crescendo affrontano diverse difficoltà. Le loro vite normali vengono sconvolte il giorno in cui Alma appende uno striscione nella loro scuola superiore con la scritta che c’era uno stupratore nella loro scuola.

## Personaggi e interpreti
- Nicole Wallace nel ruolo di Alma
- Clara Galle nel ruolo di Greta
- Aïcha Villaverde nel ruolo di Nata
- Teresa de Mera nel ruolo di Berta
- José Pastor come Davide
- Gabriel Guevara nel ruolo di Alberto[1]

## Produzione
Basata sul romanzo omonimo di Miguel Sáez Carral, la serie è stata scritta da Sáez Carral con Isa Sánchez.                                                                                                 Una produzione DLO Producciones, la miniserie è stata attuata da José Manuel Lorenzo e Miguel Sánchez Carral mentre Eduard Cortés, David Ulloa e Marta Font hanno assunto la regia.

## Distribuzione
La miniserie di 8 episodi, è uscita su Netflix il 31 maggio 2024.

## Accoglienza
Tom Ryan di The Age ha definito la miniserie intelligentemente modellato e molto emotivo.